# Schlacht am South Mountain
South Mountain – Harpers Ferry – Antietam – Shepherdstown
Die Schlacht am South Mountain, auch Schlacht von Boonsboro Gap genannt, fand am 14. September 1862 im Zuge des Maryland-Feldzuges an drei Pässen über den South Mountain (39° 24′ N, 77° 39′ W) acht Kilometer ostwärts von Harpers Ferry, West Virginia während des Amerikanischen Bürgerkrieges statt. Dabei standen sich drei Korps der Potomac-Armee unter Generalmajor George B. McClellan und zwei Divisionen der Nord-Virginia-Armee der Konföderation unter Robert E. Lee gegenüber.

## Verlauf
South Mountain ist der Name des Höhenzuges ostwärts der Blue Ridge Mountains nördlich der Grenze des US-Bundesstaats Maryland, der sich bis ins südliche Pennsylvania erstreckt. Der Höhenzug bildet ein natürliches Hindernis und trennt die Täler des Antietam, auch Cumberland Valley genannt, und Monocacy im östlichen Maryland.
Am 12. September 1862 hatte General Lee Generalmajor ‘Stonewall’ Jackson befohlen, die Bedrohung der Nord-Virginia-Armee durch die Garnison von Harpers Ferry – ca. 12.000 Mann – mit sechs Divisionen auszuschalten. Zur Sicherung der Aktionen gegen Harpers Ferry hatte Lee zwei Divisionen an den drei Pässen – Cramptons Gap, Fox’s Gap, und Turners Gap – über den South Mountain zurückgelassen. Am selben Tag hatte General McClellan von Lees Absicht erfahren und seiner Armee die beschleunigte Entsetzung der Garnison von Harpers Ferry befohlen.
Am 14. September 1862 griff zunächst Generalmajor Jesse L. Renos IX. Korps unter dem Kommando Generalmajor Burnsides die Konföderierten am Fox’s Gap an. Bis zum Mittag hatten die Unionssoldaten die Passhöhe genommen, kamen jedoch gegen den heftigen Widerstand der Konföderierten unter Generalmajor D.H. Hill nicht weiter voran. Burnside setzte deshalb am Nachmittag das I. Korps Generalmajor Joseph Hookers auf den nördlich davon gelegenen Turners Gap an. Gegen neu eingetroffene Verstärkungen durch die Division Brigadegeneral John Bell Hoods gelang den angreifenden Unionsregimenter die Besetzung der Höhen erst nach Sonnenuntergang. Unter den vielen Gefallenen beider Seiten befanden sich der Kommandierende General des IX. Korps und der konföderierte Brigadekommandeur Brigadegeneral Samuel Garland, Jr.
Den südlichen Pass über den South Mountain – Cramptons Gap – verteidigten zwei Brigaden aus Generalmajor Lafayette McLaws Division verstärkt durch Kavallerie gegen das VI. US-Korps. Diesem gelang es ebenfalls erst bei Sonnenuntergang nach schweren Kämpfen die Passhöhe zu nehmen.
In der Dunkelheit wichen die konföderierten Großverbände, die an den nördlichen Übergängen gekämpft hatten, wie geplant in den Raum Sharpsville, Maryland, diejenigen, die an Crampton's Gap gekämpft hatten, nach Harpers Ferry aus.
General McClellan hatte mit diesem Sieg zwei seiner drei Feldzugsziele erreicht:
Die Hauptstadt war vor einem Angriff der Nord-Virginia-Armee sicher und
ein konföderierter Einfall in Pennsylvanien war verhindert worden.
Einzig „die Rebellen aus Maryland zu verjagen“, blieb offen.
Dass es ihm möglich gewesen wäre, die Besatzung von Harpers Ferry zu retten, wies er von sich – schließlich sei ihm die Garnison erst am 12. September unterstellt worden, und da sei bereits keiner seiner Kuriere mit seinen Befehlen durchgekommen.
Der Süden berichtete seinerseits über die Schlacht am South Mountain als großen Erfolg. In seinem Bericht beklagt sich Generalmajor D.H. Hill, dass die Division Hoods ihm nicht unterstellt worden sei, und er deshalb keinen größeren Erfolg verzeichnen konnte. Zu den beiden hochrangigen Verlusten schrieb er:
“… cost us the life of that pure, gallant, and accomplished Christian soldier, General Garland, who had no superiors and few equals in the service. The Yankees on their side lost General Reno, a renegade Virginian, who was killed by a happy shot…” „… kostete uns das Leben des makellosen, tapferen und kultivierten christlichen Soldaten, General Garland, der bei der Ausübung seines Dienstes von niemanden übertroffen wurde und an den nur wenige heranreichten. Die Yankees verloren General Reno, einen abtrünnigen Virginier, der durch eine glückliche Kugel … getroffen wurde.“
General McClellans zögerliche Verfolgung der Konföderierten und die Kapitulation der Unions-Besatzung von Harpers Ferry erlaubten General Lee, seine Armee im Raum um Sharpsburg erneut zu versammeln. Hier stellte er sich der Union in nahezu voller Stärke in der Schlacht am Antietam am 17. September 1862.

## Teilnahme späterer Präsidenten
Zwei spätere US-Präsidenten Rutherford B. Hayes und William McKinley kämpften bei Fox's Gap während der Schlacht für die Union. Hayes war Kommandeur des 23. Ohio-Infanterie-Regiments und McKinley Verpflegungsfeldwebel des Regiments. Hayes wurde 1876 und McKinley 1896 Präsident.